# Gruppo Italiano Astrometristi
Il Gruppo Italiano Astrometristi è stata un'associazione informale di osservatori amatoriali italiani, operante tra il 1989 e il 2001, i cui aderenti si specializzarono nella ricerca e nel follow-up dei pianetini. In poco più di dieci anni di attività furono scoperti e catalogati oltre 400 di questi piccoli corpi celesti, orbitanti per lo più tra Marte e Giove.

## Storia 1977-1989
Sebbene il Gruppo Italiano Astrometristi sia formalmente nato solo nel 1989, le sue origini si possono far risalire al 1977, anno in cui alcuni astrofili dell'Osservatorio di San Vittore, dopo avere avuto una serie di contatti con Paul Herget (1908-1981), in quei tempi direttore del Minor Planet Center (MPC) presso l'Osservatorio di Cincinnati (Ohio, USA), iniziarono ad interessarsi all'osservazione dei pianetini. Nel 1979 il team di San Vittore credette di aver scoperto il suo primo pianetino (siglato provvisoriamente 1979 SA), ma dopo alcuni controlli questo venne identificato con un oggetto già osservato nel 1924 da K.Reinmuth (1892-1979) e poi andato perso. Tuttavia, essendo deceduto nel frattempo lo scopritore originario, il gruppo bolognese ebbe la possibilità di scegliere il nome per quell'oggetto, che venne chiamato Vittore (n. 2235 nel catalogo ufficiale dei pianetini gestito dal Minor Planet Center). La prima scoperta tutta italiana avvenne l'anno successivo, allorché gli astrofili del gruppo individuarono l'oggetto provvisorio 1980 XA, che divenne poi il pianetino (2601) Bologna.
Nel 1981, dopo aver partecipato ad una riunione di astrofili presso l'Osservatorio di Cavezzo, in cui erano presenti anche gli esponenti dell'Osservatorio di San Vittore, anche gli astrofili dell'Osservatorio di Cavriana decisero di partecipare alla ricerca asteroidale, giungendo già nel 1983 alla scoperta del loro primo pianetino: 1983 VC7, poi catalogato come (4335) Verona. A questo primo nucleo di due centri italiani dedicati alla ricerca dei pianetini si aggiunse nel 1986 l'Osservatorio di Chions con il suo potente telescopio Wright da 60 cm. L'anno successivo furono lì scoperti i pianetini 1987WA e 1987WB, che divennero rispettivamente (4630) Chaonis e (3896) Pordenone.
Sulla scia di queste nuove scoperte altri osservatori amatoriali si avvicinano all'astrometria asteroidale e, durante una riunione tenutasi il 29 maggio 1989 presso l'Osservatorio di Santa Lucia di Stroncone, si gettarono le basi del Gruppo Italiano degli Astrometristi, una associazione informale di astrofili senza fini di lucro e uniti dal solo desiderio della ricerca scientifica.

## Storia 1990-2001
Nel corso della successiva riunione del gruppo, tenutasi nel 1991 a Osservatorio di Madonna di Dossobuono, venne sancita la nascita ufficiale del gruppo e comparve per la prima volta l'idea di adottare per la ricerca le nuove fotocamere digitali per l'astronomia, note come CCD, dall'inglese Charge-Coupled Device, che erano in grado di ottenere in pochi minuti immagini del cielo che richiedevano oltre mezz'ora di esposizione con le classiche pellicole fotografiche. Il Sito Osservativo di Colleverde di Guidonia, fu il primo a mettere in pratica tale idea e, nell'agosto del 1991, il suo titolare fu il primo astrofilo al mondo ad inviare al Minor Planet Center le posizioni di un pianetino misurate su una immagine digitale. In quello stesso anno, tuttavia, presso l'Osservatorio di Bassano Bresciano veniva scoperto ancora fotograficamente il pianetino (6793) Palazzolo.
Agli inizi del 1993 anche l'Osservatorio di Santa Lucia di Stroncone si dotò di un CCD e già nel marzo di quello stesso anno l'impegno profuso nella ricerca portò alla scoperta del primo pianetino italiano dell'era digitale: 1993FU, in seguito catalogato come (5609) Stroncone. Nel frattempo anche l'Osservatorio di Farra d'Isonzo (GO) si era dotato di un sensore digitale per la fotografia astronomica e nel maggio del 1993 gli astrofili friulani riuscirono a scoprire un nuovo pianetino italiano: 1993KD, poi catalogato come (7433) Pellegrini, in onore del compianto costruttore italiano di montature per telescopi. Il 1994 riservò invece una bella sorpresa agli astrofili dell'Osservatorio astronomico della Montagna pistoiese (PT), che, il 28 agosto di quell'anno, scoprirono il primo oggetto italiano della classe NEO-Amor: 1994QC, oggi catalogato come (15817) Luciano Tesi. Nell'ottobre del 1994, sul n.147 della rivista l'Astronomia, il direttore Corrado Lamberti dedicò un lungo articolo ai notevoli risultati ottenuti dal Gruppo Italiano Astrometristi in soli due anni, intitolato "Trecento Asteroidi Tricolori".
Nell'Aprile del 1995 il Gruppo Italiano Astrometristi ricevette la visita di Gareth Vaughan Williams, in quei tempi co-direttore del Minor Planet Center. In quella occasione l'astronomo anglo-americano si complimentò con il titolare del Sito Astronomico di Mentana (Roma) per la qualità dei primi software amatoriali italiani rivolti al blinking e alla riduzione delle immagini digitali in ambiente MS-Windows.
Nell'autunno del 1995, alla riunione del gruppo a San Giovanni in Persiceto, partecipò anche l'astronomo Andrea Carusi, che, nell'occasione presentò la Spaceguard Foundation, un progetto per la sorveglianza dei pianetini a rischio di impatto con la Terra. Per alcuni anni, alcuni aderenti al gruppo degli astrometristi parteciparono al progetto.
Nel maggio del 1997 fu la volta di Edward L. G. Bowell, direttore del progetto Lowell Observatory Near-Earth-Object Search (LONEOS) presso l'Osservatorio Lowell a Flagstaff (Arizona, USA), a rendere visita agli astrofili del Gruppo Italiano Astrometristi, riunitisi all'Osservatorio del Polino (TR).
Ma proprio il nascere di progetti come il LONEOS, il NEAT, lo Spacewatch e la Catalina Sky Survey segnò l'inizio del declino per la maggior parte degli astrometristi italiani, che, in parte soddisfatti per i risultati ottenuti ed in parte impossibilitati a migliorare la loro strumentazione (visti i costi proibitivi dei CCD professionali), abbandonarono gradualmente la ricerca dei pianetini per dedicarsi alla fotometria asteroidale o a campi totalmente diversi di ricerca, come lo studio delle stelle variabili e delle supernovae.

## Date delle riunioni
| 27 Apr. 1991    | Madonna di Dossobuono (VR)             |
| 19 Ott. 1991    | Santa Lucia di Stroncone (TR)          |
| 26 Apr. 1992    | San Marcello Pistoiese (PT)            |
| 30 Set. 1992    | Forlì                                  |
| 20 Mar. 1993    | San Giovanni in Persiceto (BO)         |
| 14-18 Giu. 1993 | Belgirate (VB), Meeting Internazionale |
| 30 Ott. 1993    | Arcetri (FI)                           |
| 28 Mag. 1994    | Bassano Bresciano (BS)                 |
| 22 Ott. 1994    | Bologna                                |
| 22-23 Apr. 1995 | Farra d'Isonzo (GO)                    |

| 18-22 Set. 1995 | Isola Vulcano (ME), Meeting Internazionale |
| 4 Nov. 1995     | San Giovanni in Persiceto (BO)             |
| 27 Apr. 1996    | Arcetri (FI)                               |
| 26 Ott. 1996    | Arcetri (FI)                               |
| 24-25 Mag. 1997 | Polino (TR)                                |
| 18 Ott. 1997    | Arcetri (FI)                               |
| 7 Nov. 1998     | Bologna                                    |
| 8-15 Ago. 1999  | Višnjan (Croazia) - Gmunden (Austria)      |
| 17 Giu. 2000    | Frasso Sabino (RI)                         |
| 2 Giu. 2001     | Cavezzo (MO)                               |